# Herbosa
Herbosa es una localidad y una entidad local menor situadas en la provincia de Burgos, comunidad autónoma de Castilla y León (España), comarca de Las Merindades, partido judicial de Villarcayo, ayuntamiento de Valle de Valdebezana.

## Geografía
Situado 11 km  al oeste  de  Soncillo ,  capital del municipio;  44  km de Sedano,  su antigua cabeza de partido, y  84 de Burgos. Al pie del puerto del Escudo junto  Lugar de Importancia Comunitaria  conocido como Embalse del Ebro.

### Comunicaciones
En la carretera autonómica BU-642, donde circula la línea de autobuses Burgos-Arija.
Estación de ferrocarril en la línea de Bilbao La Robla en Arija.

## Demografía
En el censo de 1950 contaba con  243 habitantes, reducidos a 21 en 2006 y elevados a 27 en el padrón municipal de 2015.

## Historia
La pequeña población de Herbosa se ubicó dentro del alfoz de Bricia y más tarde formó parte de la merindad de Aguilar de Campoo siendo a mediados del siglo XIV tres partes realengo y una de don Tello, hijo del rey Alfonso XI. 
Posteriormente este lugar pasó al Val de Bezana, perteneciente al partido de Laredo, jurisdicción de señorío ejercida por Don Pedro Hontañón de Porras, quien nombraba su regidor pedáneo.
A la caída del Antiguo Régimen queda agregado al ayuntamiento constitucional   de Valle de Valdebezana , en el partido de Sedano  perteneciente a la región de  Castilla la Vieja.

## Medio Ambiente
Desde julio de 2007, y tras cinco años de trabajo, la Turbera Margarita  ha sido rehabilitada, creando un sistema de lagunas y encharcando el terreno para dificultar el proceso de descomposición orgánica y restablecer la cubierta de esfagnos, un tipo de musgo cuyos residuos muertos son los que forman las turberas. La laguna principal, ocupa 15.000 metros cuadrados y su profundidad máxima es de 2 metros. Además, se ha conseguido que se formen dos lagunas de carácter temporal, que ocupan entre los 1.500 y 2.200 metros cuadrados, y cuya capacidad dependerá de la pluviometría, lo que se conoce como turberas altas.

## Patrimonio cultural
- Ermita de San Valentín: Se trata de un edificio de origen románico de una hechura muy popular que parece remitir a los años finales del siglo XII, aunque con reformas y añadidos del siglo XVI.[6] El templo estuvo durante muchos años abandonado lo que motivo el derrumbe de parte de su estructura. En el año 2005 fue incluido en el Plan de Intervención Románico Norte de la Junta de Castilla y León.
- Iglesia de Santiago Apóstol

## Parroquia
Iglesia católica, dependiente de la parroquia de Arija en el Arcipestrazgo de Merindades de Castilla la Vieja , diócesis de Burgos